# (23540) 1993 TV19
A (23540) 1993 TV19 a Naprendszer kisbolygóövében található aszteroida. Eric Walter Elst fedezte fel 1993. október 9-én.